# 서울중화초등학교
서울중화초등학교(서울中和初等學校)는 대한민국 서울특별시 중랑구 신내로7가길 22 (신내동)에 있는 초등학교다.

## 학교 연혁
- 1946년 11월 7일 양주군 중화국민학교 개교 (인창국민학교에서 분리)
- 1963년 1월 1일 서울시로 편입
- 1972년 4월 26일 중랑국민학교 분리
- 1972년 12월 23일 묵동국민학교 분리
- 1977년 2월 24일 망우국민학교 분리
- 1983년 9월 5일 상봉국민학교 분리
- 1991년 2월 28일 동원국민학교 분리
- 1994년 3월 1일 신내국민학교 분리
- 1999년 9월 1일 중흥초등학교 분리
- 2006년 3월 1일 제20대 진충호 교장 취임
- 2007년 11월 7일 중화 60년사 발간
- 2009년 9월 1일 제21대 김기호 교장 취임
- 2011년 3월 1일 서울교육대학교 교육실습협력학교 지정
- 2012년 9월 1일 제22대 권희성 교장 취임
- 2014년 5월 1일 인조잔디운동장 완공
- 2014년 9월 1일 제23대 김종기 교장 취임
- 2015년 11월 1일 제11회 서울특별시 풍물놀이 겨루기대회 은상 수상
- 2017년 9월 1일 제24대 이희자 교장 취임
- 2018년 2월 13일 제72회 졸업식

## 참고 자료
- 서울중화초등학교 - 한국교육학술정보원 학교알리미